# Ocna Sibiului
Ocna Sibiului (en húngaro: Vízakna) es una ciudad de Rumania en el distrito de Sibiu.

## Geografía
Se encuentra a una altitud de 387 m s. n. m. a 292 km de la capital, Bucarest.
- Wikimedia Commons alberga una categoría multimedia sobre Ocna Sibiului.

## Demografía
Según estimación 2012 contaba con una población de 4 391 habitantes.
| 1948 | 1956 | 1966 | 1977  | 1992  | 2002  | 2012  |
| s/d  | s/d  | s/d  | 5 048 | 4 423 | 4 102 | 4 391 |

## Image gallery

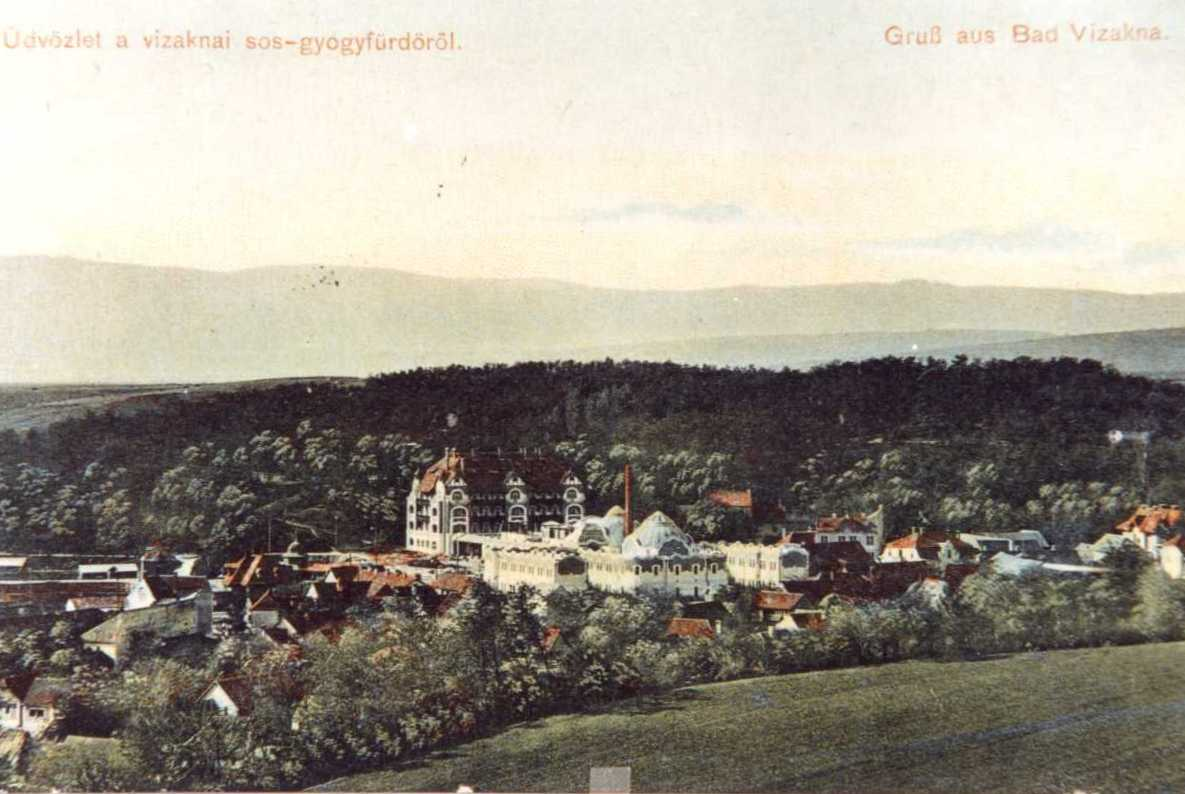
The old station
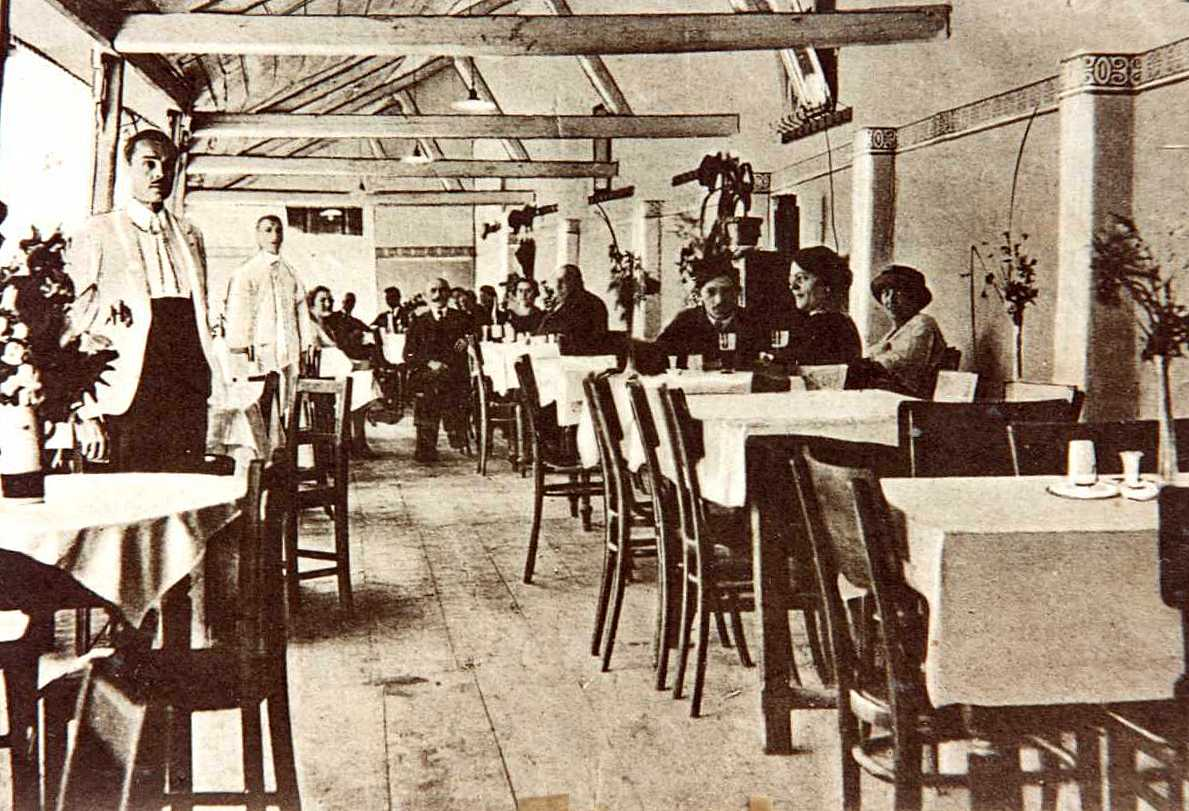
once upon a time
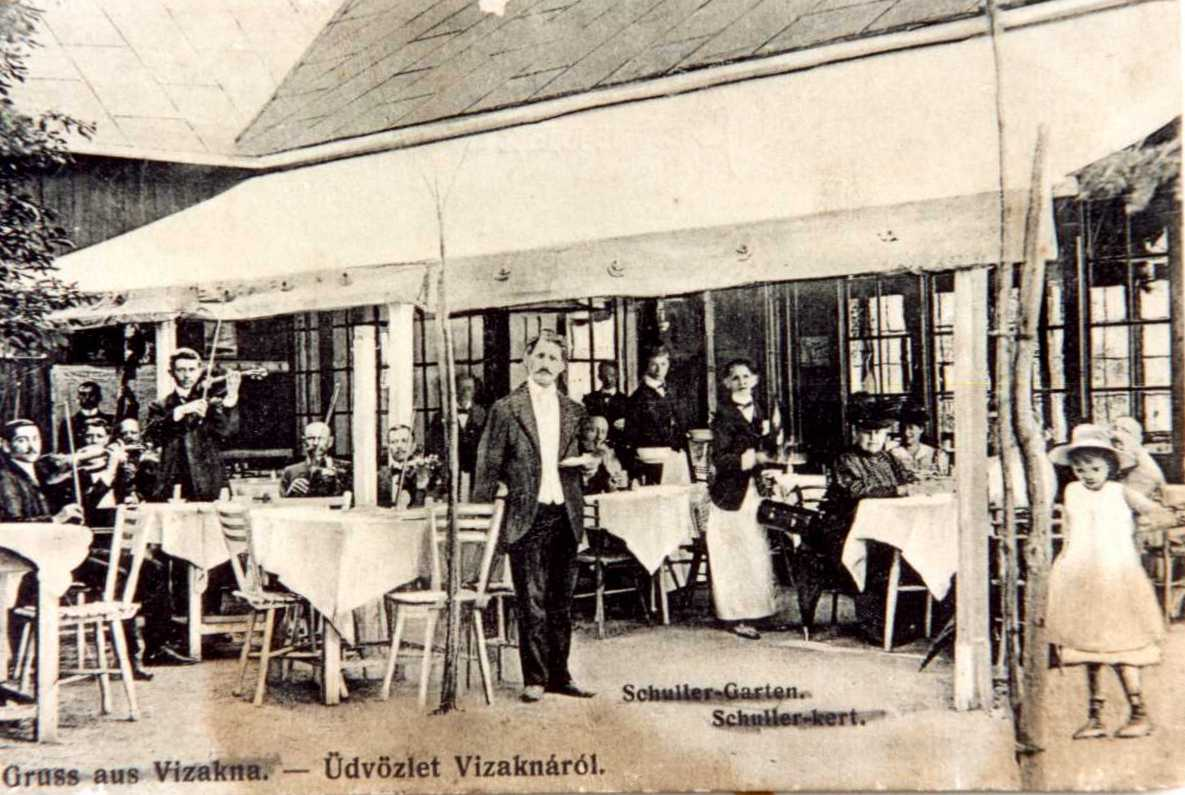
once upon a time
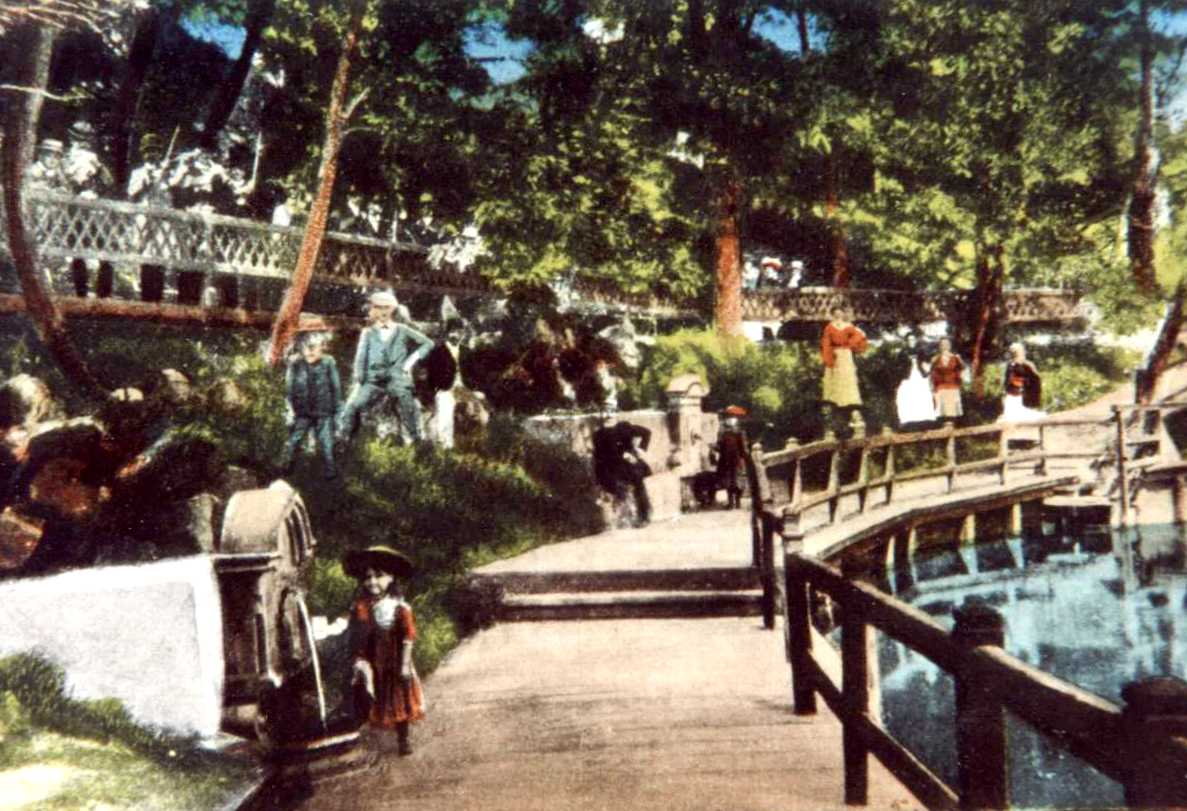
once upon a time
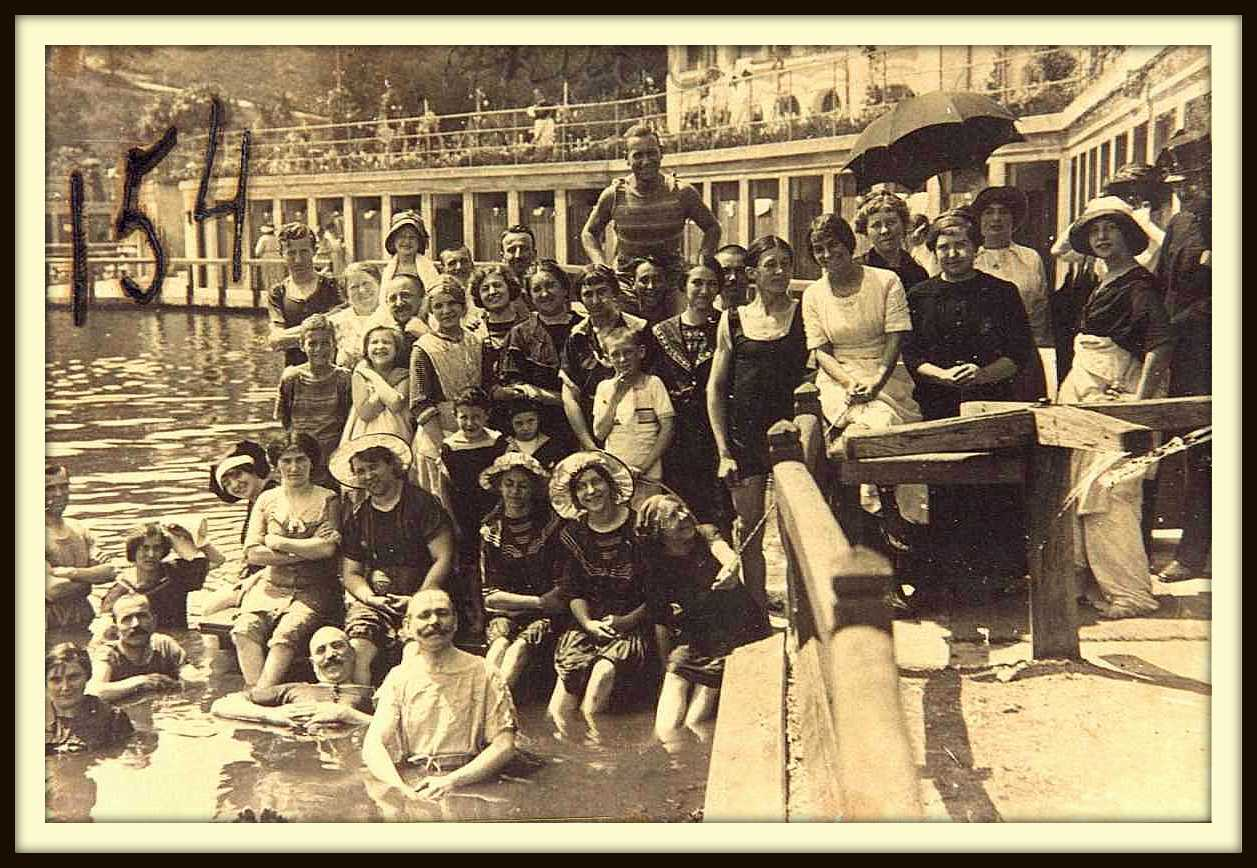
"Ocna Baths"
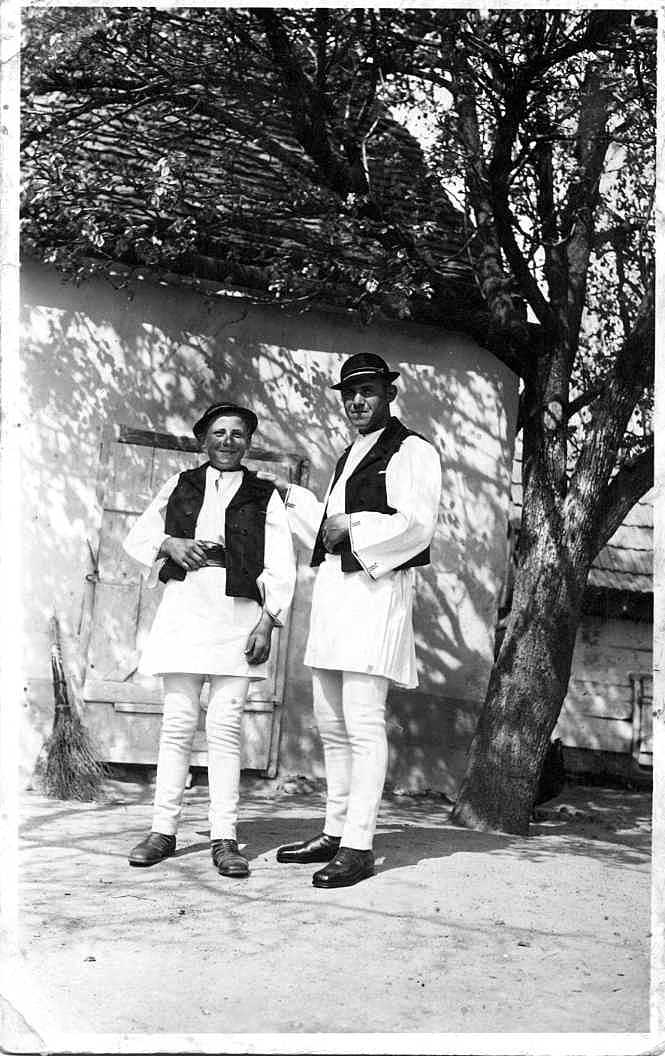
Popular costume
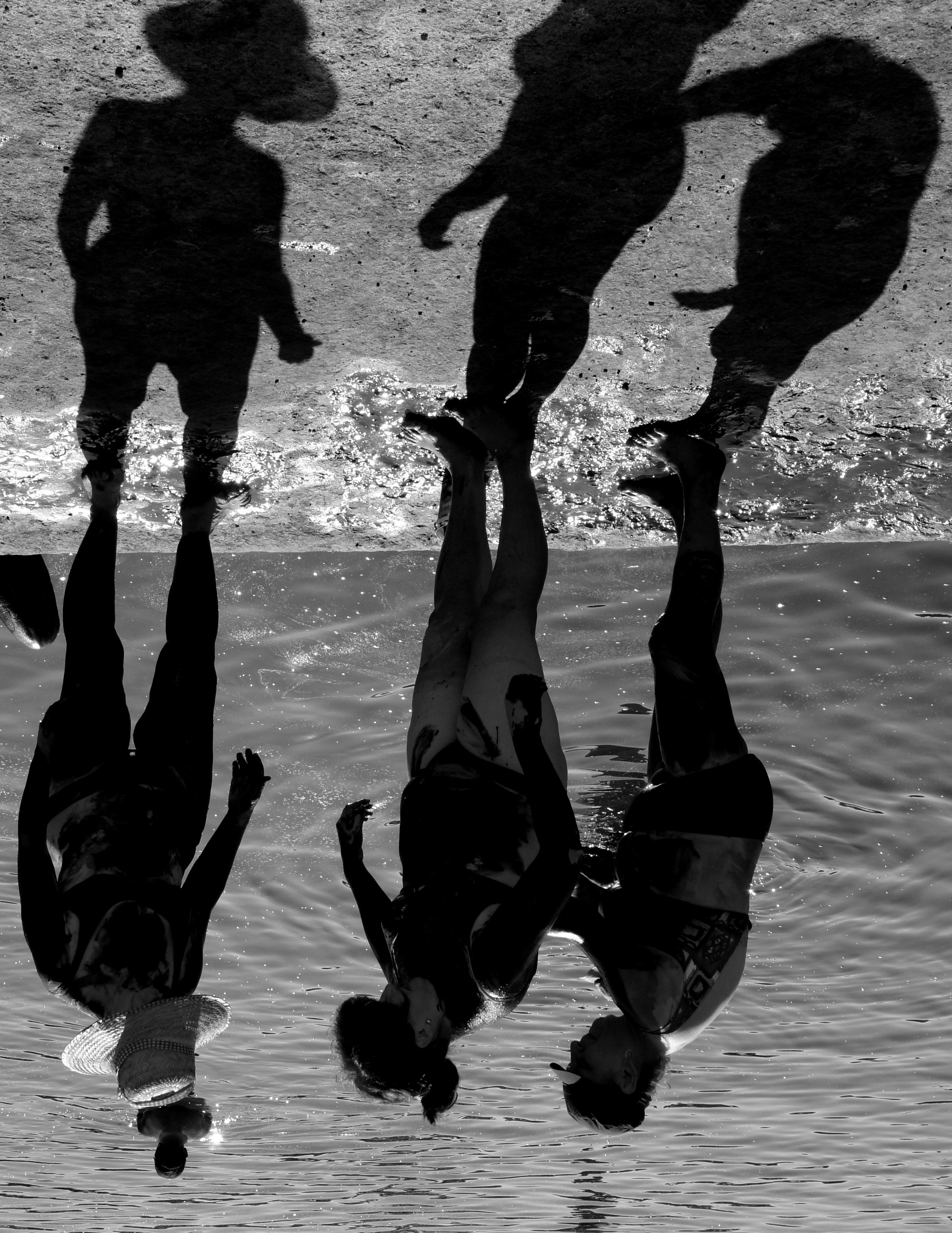
Shadow and light
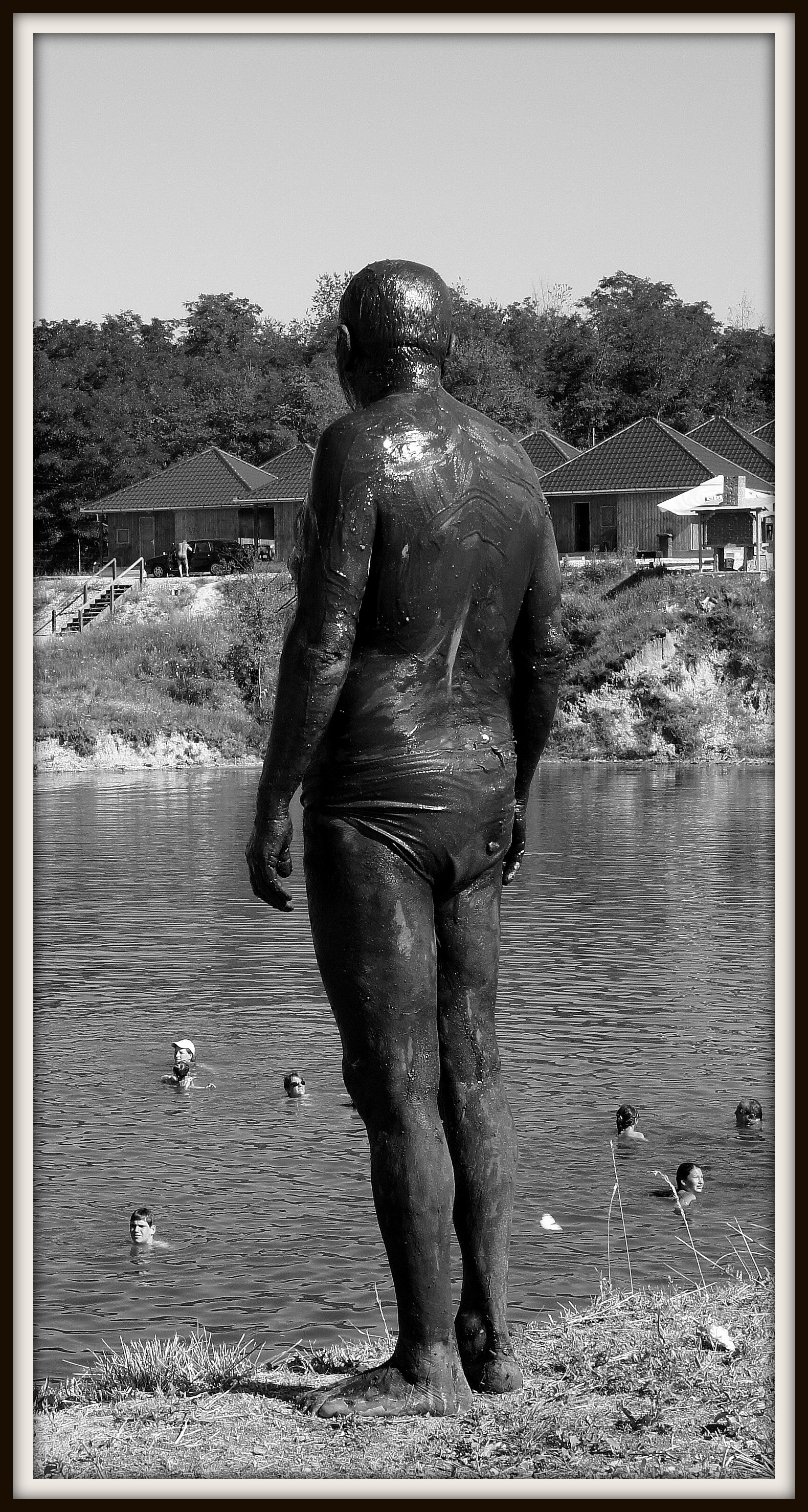
Statue of muck
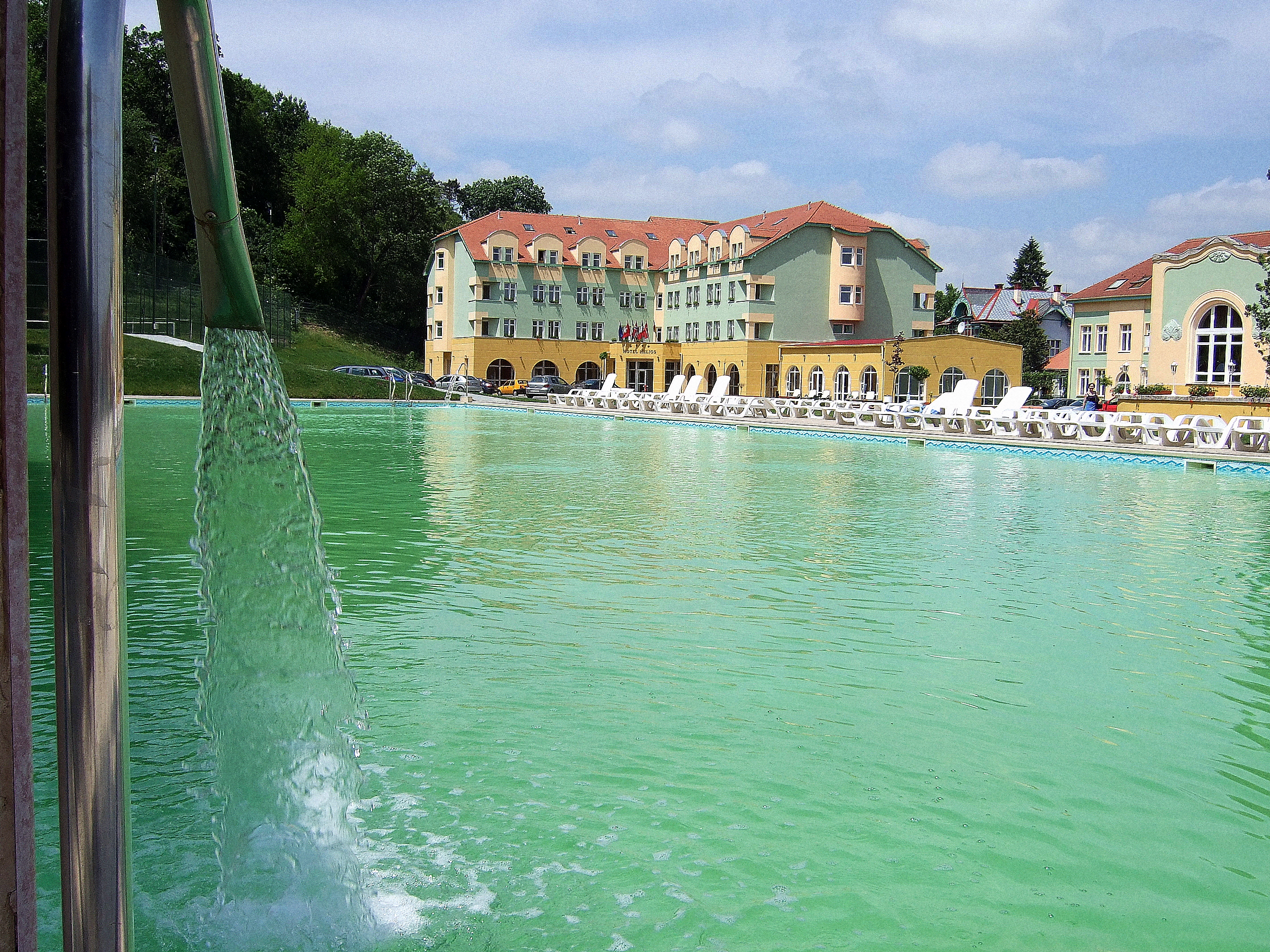
Salt water
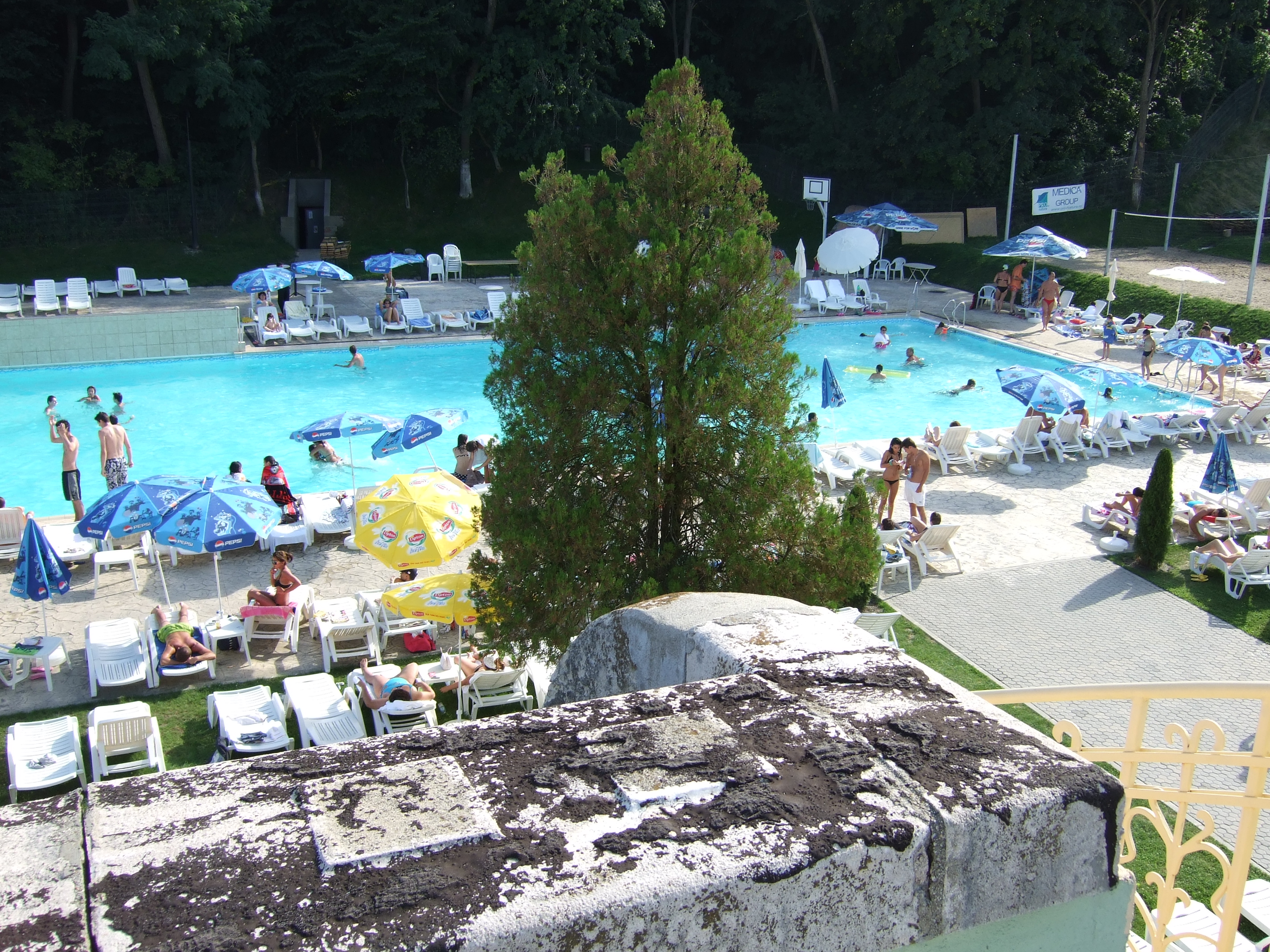
Salt swimming-pool
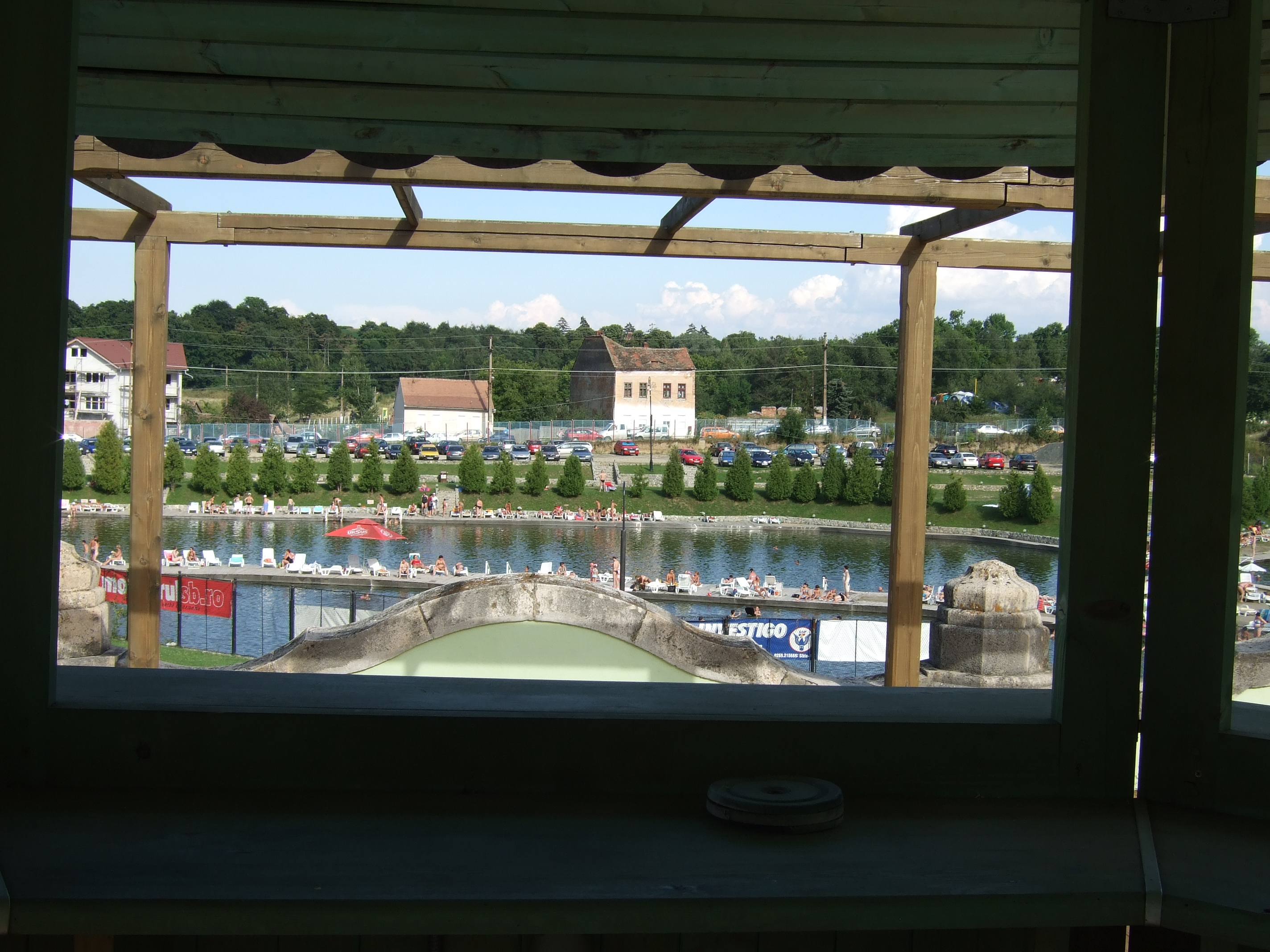
Swimming-lakes
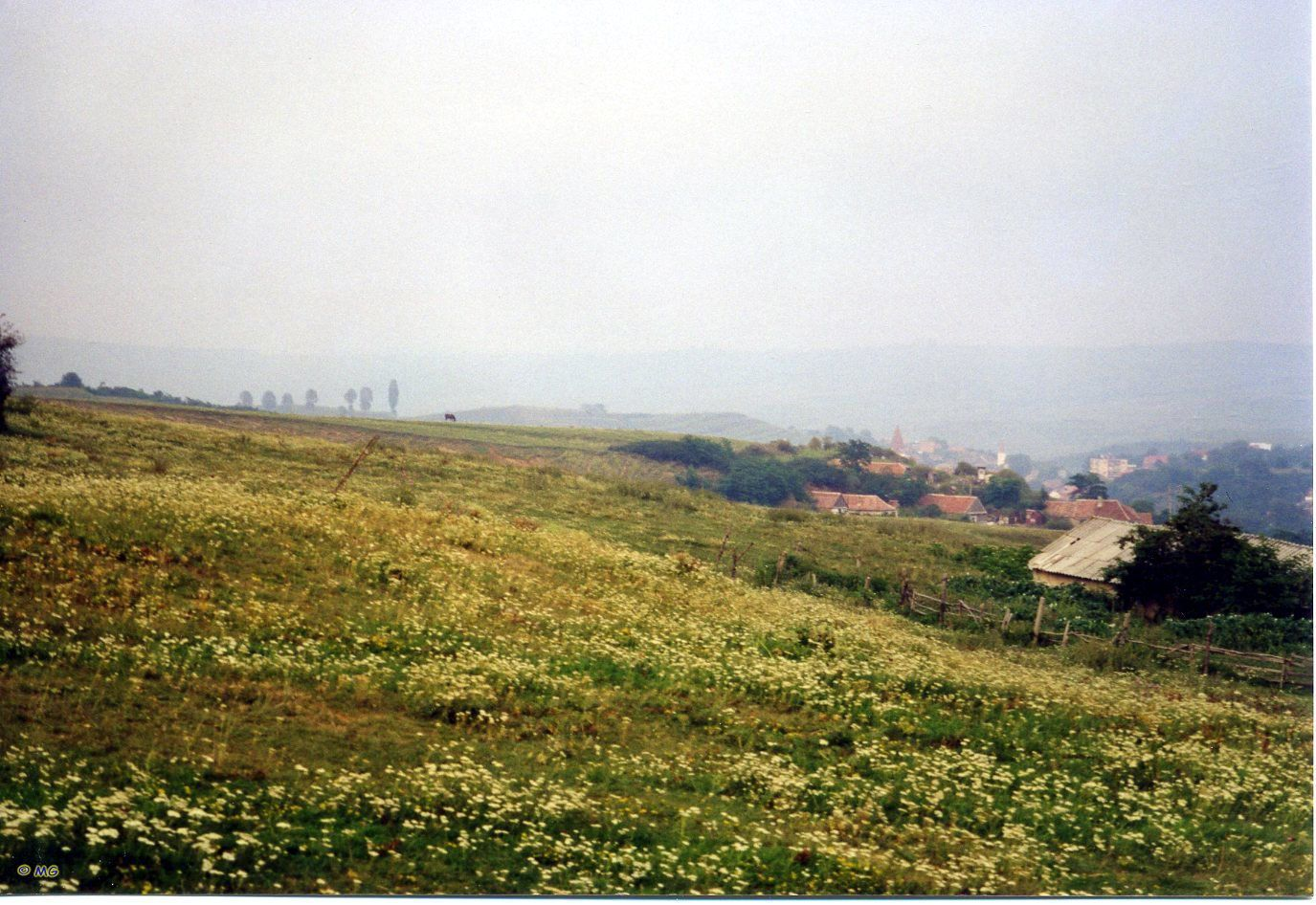
"Green Pastures"
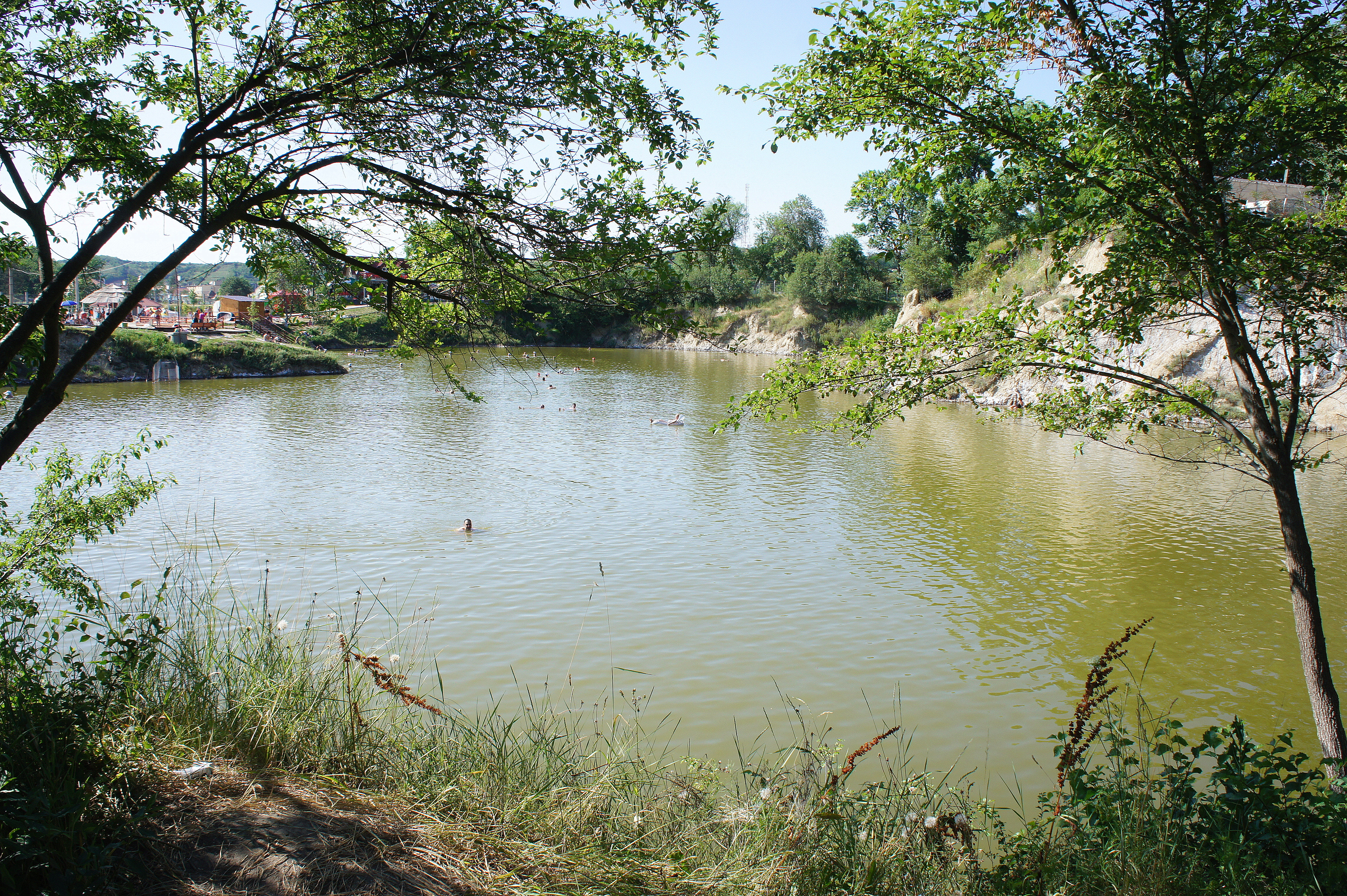
Lake Ocniţa/Ocna Pustie
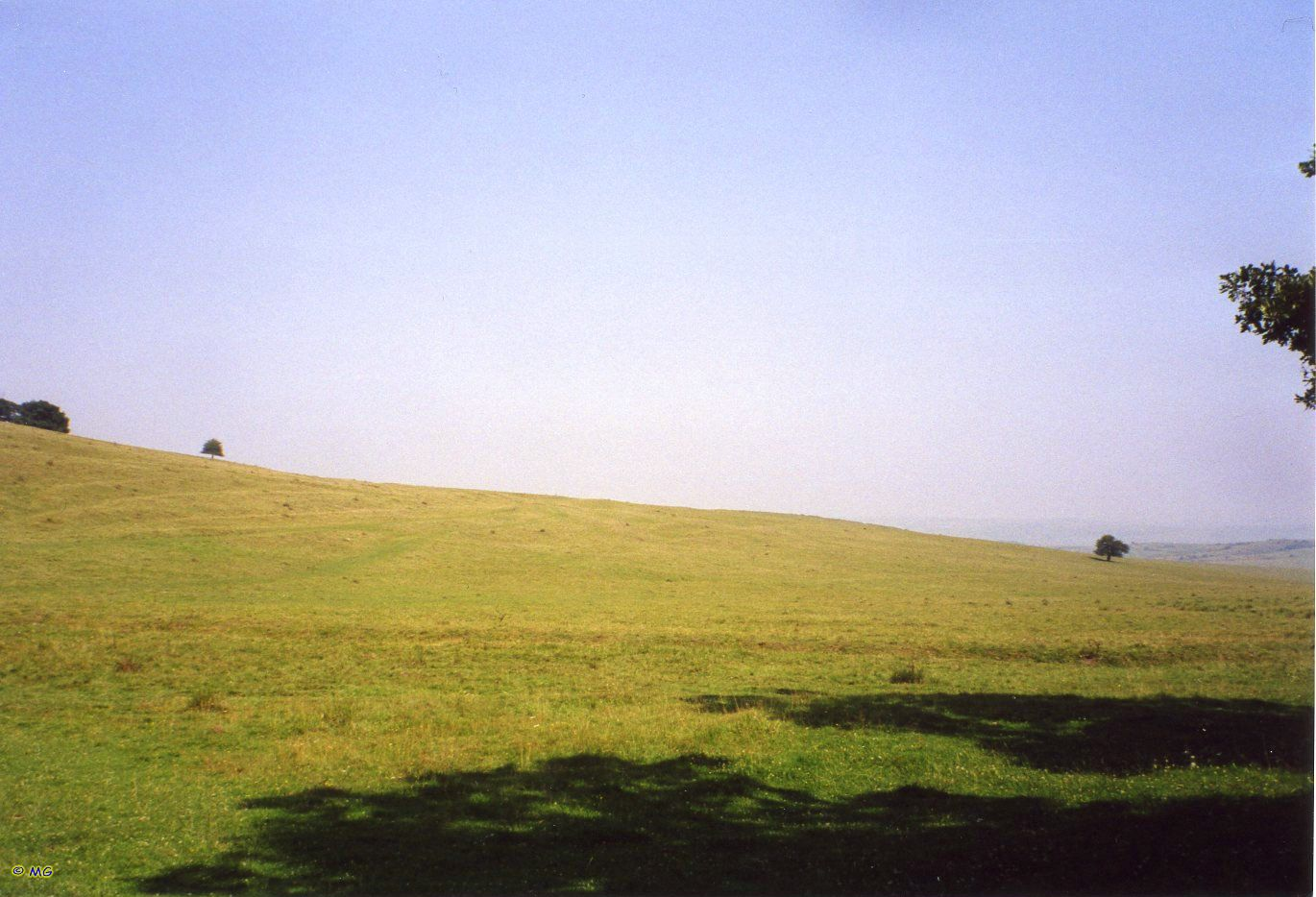
"Green Pastures"
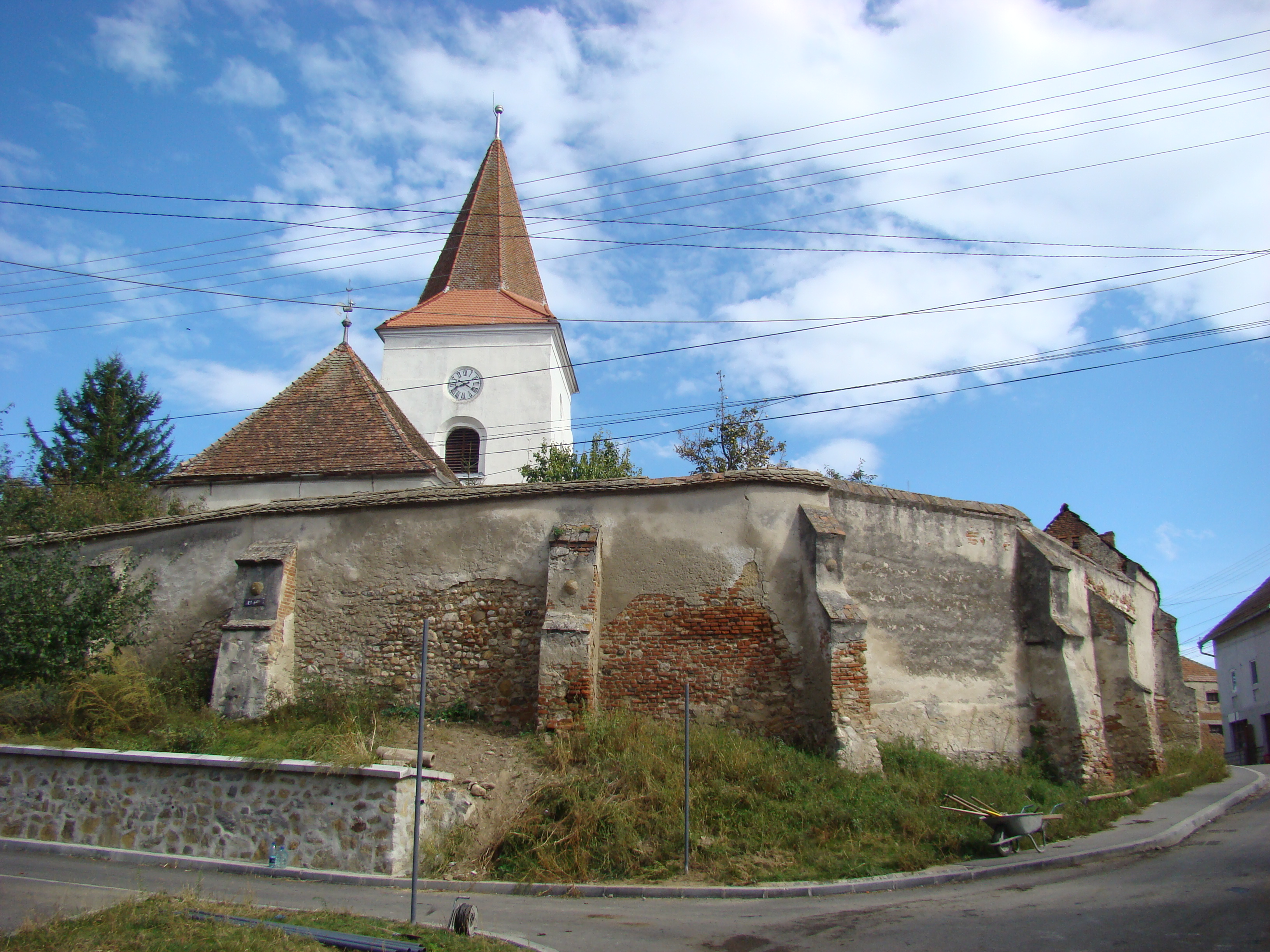
The fortified church